# Емельянов, Владимир Александрович
Владимир Александрович Емелья́нов (15 июля 1923, Усть-Ижора, Петроградский уезд, Петроградская губерния, РСФСР — 16 ноября 2015, Санкт-Петербург) — организатор судостроительного производства. Герой Социалистического Труда(1986), лауреат Государственной премии СССР (1977).

## Биография
Родился 15 июля 1923 года в Усть-Ижоре  Петроградского уезда в крестьянской семье.
Участник Великой Отечественной войны.
В 1949 году окончил Ленинградский кораблестроительный институт. В 1949—1974 годах работал на Средне-Невском судостроительном заводе.
С 1962 года — директор Средне-Невского судостроительного завода.
Участвовал в строительстве больших серий кораблей противоминной обороны с корпусами из маломагнитной стали и стеклопластика. По инициативе В. А. Емельянова в посёлке Понтонный были построены дворец культуры, стадион, сотни квартир.
В 1974—1991 годах — директор судостроительного завода им. А. А. Жданова (ныне — «Северная верфь»).
Руководил строительством крупных серий кораблей различного назначения, сухогрузов и контейнеровозов для морского флота. В 1985 году, впервые в практике отечественного судостроения, на заводе было начато строительство серии судов с высокотехнологичным горизонтальным способом грузообработки и с кормовым аппарельным устройством. Через 12 лет после того, как В. А. Емельянов возглавил судостроительный завод им. Жданова, предприятие было награждено орденом Ленина (1986). Высокую оценку работы коллектива завода власти подчеркнули и другим, необычным способом. В связи с 70-летием Октябрьской революции именно на этой верфи был размещён весьма почётный, по меркам советского времени, заказ на выполнение капитального ремонта крейсера «Аврора» (1985—1988).
За годы, в течение которых В. А. Емельянов возглавлял предприятие, основные производственные фонды завода увеличились вдвое. Были созданы: судо-спусковой комплекс, крытый эллинг, плавучий док заводской постройки, два горизонтальных стапеля, реконструирована трансбордерная яма. Внедрено современное оборудование плазменной резки, прессовое оборудование, автоматизированные системы раскроя листового проката и управления производством, смонтирован новый пролёт сборочно-сварочного цеха. Спроектированы и введены в строй комплексы по изготовлению сильфонных компенсаторов, раковин-моек из нержавеющей стали. Реконструирована северная достроечная набережная производственного комплекса. На территории завода построен санаторий-профилакторий с бассейном и медицинскими службами, в Ленинграде и Ленинградской области — около тысячи квартир для работников предприятия. Под руководством В. А. Емельянова «Северная верфь» стала одним из самых современных судостроительных предприятий страны.
Скончался 16 ноября 2015 года. Похоронен на Усть-Ижорском кладбище.

## Общественная деятельность
В свою бытность директором В. А. Емельянов уделял пристальное внимание сохранению на предприятиях отрасли исторической памяти, реликвий, связанных с деятельностью создателей верфей. Он является основателем Музея Средне-Невского судостроительного завода. И на Северной верфи существующий Народный музей истории завода появился при поддержке Владимира Александровича; он был открыт в год прихода Емельянова на предприятие — в 1974 году.
Возраст не мешал Владимиру Александровичу участвовать в мероприятиях, связанных с историей страны и флота. Так, он входил в состав официальной делегации Санкт-Петербурга, принимавшей участие в торжественных мероприятиях, посвящённых 60-летию со дня освобождения Одессы от фашистских захватчиков. Долгие годы В. А. Емельянов являлся членом Совета ветеранов Санкт-Петербурга и Ленинградской области.
В апреле 2011 года ветеран принял участие в торжественном спуске на воду корвета «Бойкий».

## Награды и звания
- Герой Социалистического Труда — за освоение постройки серии эскадренных миноносцев и противолодочных кораблей, Указ Президиума Верховного Совета СССР от 16 июля 1986 года, медаль «Серп и Молот» № 20740[4][3];
- Орден Ленина, Указ от 16 июля 1986 года, № 434043;
- Орден Октябрьской Революции, Указ от 29 марта 1976 года, № 74414;
- Орден Отечественной войны I степени, Указ от 11 марта 1985 года, № 451782;
- Орден Отечественной войны II степени, Указ от 15 февраля 1968 года, № 944525;
- Орден Трудового Красного Знамени, Указ от 26 апреля 1971 года, № 549855;
- Орден «Знак Почёта», Указ от 25 июля 1966 года, № 521738;
- Медали, в том числе:
  - медаль «За доблестный труд. В ознаменование 100-летия со дня рождения Владимира Ильича Ленина»;
  - Медаль «За оборону Сталинграда»;
  - Медаль «За победу над Германией в Великой Отечественной войне 1941—1945 гг.»;
  - медаль «Двадцать лет Победы в Великой Отечественной войне 1941—1945 гг.»;
  - медаль «Тридцать лет Победы в Великой Отечественной войне 1941—1945 гг.»;
  - медаль «Сорок лет Победы в Великой Отечественной войне 1941—1945 гг.»;
  - медаль «В память 250-летия Ленинграда»;
  - медаль «В память 300-летия Санкт-Петербурга»;
- Государственная премия СССР — за освоение постройки минных тральщиков из немагнитных материалов, Указ от 3 ноября 1977, нагрудный знак № 06055;
- почётный гражданин Кировского района Санкт-Петербурга (2000);
- Почётный судостроитель Российской Федерации (2003)[3][4].

## Память
- Четвёртый тральщик проекта 12700 носит имя «Владимир Емельянов»[9]. Заложен 20 апреля 2017 года[10], спущен на воду 30 мая 2019 года[11]. С января 2020 года несёт службу на Крымской ВМБ Черноморского флота ВМФ России[12].
- 24 апреля 2018 года в честь В. А. Емельянова назван сквер. Емельяновский сквер расположен на пересечении Кронштадтской улицы и Корабельной улицы, недалеко от Судостроительного завода имени Жданова (ныне — Северная верфь)[13][14].
- В 2023 году заложен плавучий док «Владимир Емельянов» (Астраханская область)[15].